# Ceratostylis gracilis
Ceratostylis gracilis är en orkidéart som beskrevs av Carl Ludwig von Blume. Ceratostylis gracilis ingår i släktet Ceratostylis och familjen orkidéer. Inga underarter finns listade i Catalogue of Life.

## Bildgalleri

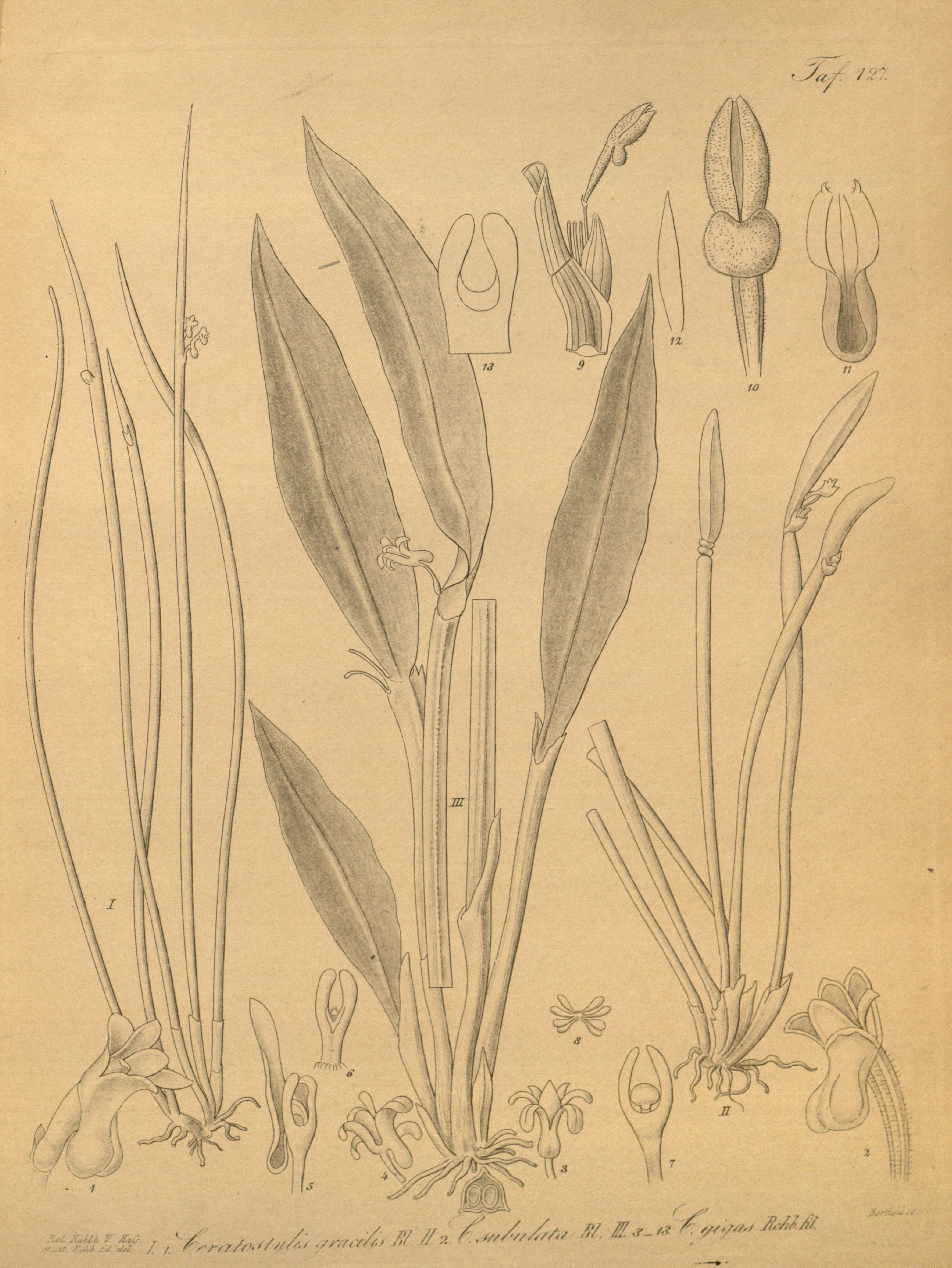